# Hiszpania na Letniej Uniwersjadzie 2009
Hiszpanię na Letniej Uniwersjadzie w Belgradzie reprezentowało 102 zawodników. Hiszpania zdobyła 10 medali (4 złote i 6 brązowych).
Sporty drużynowe w których Hiszpania brała udział:
| Dyscyplina  | Mężczyźni | Kobiety |
| Koszykówka  |           |         |
| Piłka nożna |           |         |
| Piłka wodna | ✔         |         |
| Siatkówka   |           | ✔       |

## Medale

### Złoto
- Estefania Fernandez - taekwondo, kategoria poniżej 63 kilogramów
- Kim Laura Kim - taekwondo, kategoria indywidualna - pomse
- Laura Ropinon Gomez - judo, kategoria poniżej 52 kilogramów
- Kim Laura Kim, Rio Mikel Martinez - taekwondo pary - pomse

### Brąz
- Mikel Martinez - taekwondo, kategoria indywidualna - pomse
- Jesus Cantero i Sara Ramirez - tenis stołowy, zespoły mieszane
- David Estruch i Ignasi Roses Villacampa - tenis ziemny, gra podwójna mężczyzn
- Cristina Barcena - lekkoatletyka, siedmiobój
- Elena Garcia - lekkoatletyka, bieg na 1500 m
- Gema Buitron - łucznictwo, indywidualnie (łuk olimpijski)